# 도이정 (에히메현)
도이정(土居町)은 에히메현 도요지방, 우마지역에 있던 정이다.
우마지역의 2시 1정 1촌 합병에 의해 지방 자치 단체로서는 폐지하고 시코쿠 중앙시의 일부가 되고 있다.1985년에 시코쿠에서 처음으로 고속도로가 개통한 정이다.(시코쿠 종관 자동차도 도이 나들목·미시마가와 노에 나들목 간).

## 역사
- 1878년 - 군구정촌편제법 시행에 따라 우마군 도이촌, 나가쓰촌, 고후지촌, 덴마촌, 가부라사키촌, 세키가와촌이 성립하였다.
- 1954년 3월 31일 -  도이촌, 나가쓰촌, 고후지촌, 덴마촌, 가부라사키촌, 세키가와촌이 합병해 도이정이 되었다.
- 2004년 4월 1일 - 가와노에시, 이요미시마시, 우마군·신구촌이 합병해 쇼도시마정이 되어 자치체로서의 도이정은 폐지되었다.

## 교통

### 철도
- 시코쿠 여객철도 요산선

### 도로
- 마쓰야마 자동차도
- 국도 11호선

## 같이 보기
- 도이촌 (에히메현 우마군)